# Scotoplanes
El género Scotoplanes, cuyas especies son conocidas generalmente como cerdos de mar, es un género de animales equinodermos de la clase de las holoturias, orden elasipodida, familia Elpidiidae.

## Locomoción
Los miembros de la familia Elpidiidae tienen pies alargados con forma de tubo. Estos son el único caso de la locomoción por medio de patas entre las holoturias, usan cavidades de agua dentro de la piel (en lugar de dentro de la pierna en sí) para inflar y desinflar los apéndices. Estas patas, junto a su apariencia rolliza (aproximadamente 6 pulgadas / 15 cm de largo) le han dado su nombre común: "cerdo del mar". Existen otros géneros dentro de la familia Elpidiidae con una apariencia similar a las que se han referido como "cerdos de mar".

## Ecología
Las especies de Scotoplanes viven en el fondo de los océanos profundos, específicamente en la llanura abisal en el océano Atlántico, pacífico e índico, normalmente a profundidades de más de 3000-5000 metros. Algunas especies relacionadas se pueden encontrar en la Antártida. Scotoplanes (así como todas las holoturias del mar profundo) obtienen su alimento mediante la extracción de partículas orgánicas del lodo de las aguas profundas. Se ha observado el comportamiento de Scotoplanes globosa debido a su una fuerte preferencia por la comida ricamente orgánica, para detectar depósitos que recientemente han caído de la superficie del océano, utiliza el olfato para localizar sus fuentes de alimentos preferidos, tales como cadáveres de ballenas.

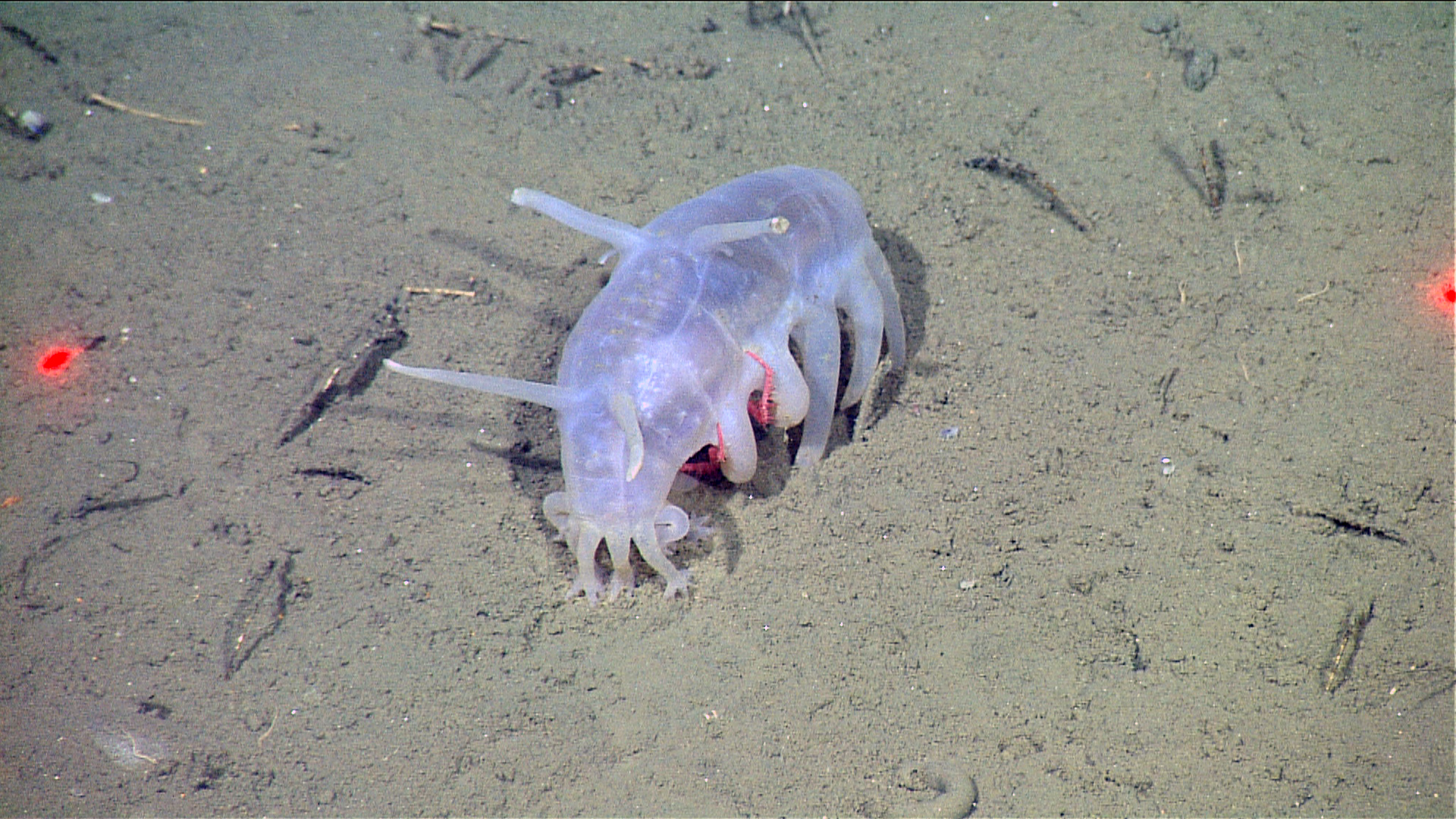
Una Scotoplanes globosa de la Bahía de Monterrey encima de un refugio de cangrejo real.

Las especies de Scotoplanes al igual que muchos pepinos de mar, a menudo, se producen en grandes densidades, a veces de numeración en los cientos cuando se les observa. Las primeras colecciones han registrado 300 a 600 muestras individuales por arrastre. Estos animales también son conocidos por albergar diferentes parásitos invertebrados, incluyendo gasterópodos (caracoles) y pequeños crustáceos tanaid.[cita requerida]

## Taxonomía
El genus incluye la especie siguiente:
- Scotoplanes angelicus
- Scotoplanes globosa
- Scotoplanes mutabilis

## Amenazas
La principal amenaza contra los Scotoplanes es la pesca de arrastre en alta mar. Un solo barrido de arrastre puede atrapar y matar a tantos como a 300 Scotoplanes. Dado que estos animales constituyen una parte sustancial de la nutrición de los depredadores de las profundidades marinas, esta captura incidental representa una seria amenaza para la vida en alta mar.[cita requerida]